# 순정은 신과 같다
순정은 신과 같다는 한국에서 제작된 이규설 감독의 1928년 영화이다. 이규설 등이 주연으로 출연하였고 덕영태일랑 등이 제작에 참여하였다.

## 출연

### 주연
- 이규설
- 복혜숙
- 김보원
- 이정순